# Fernando Lugo

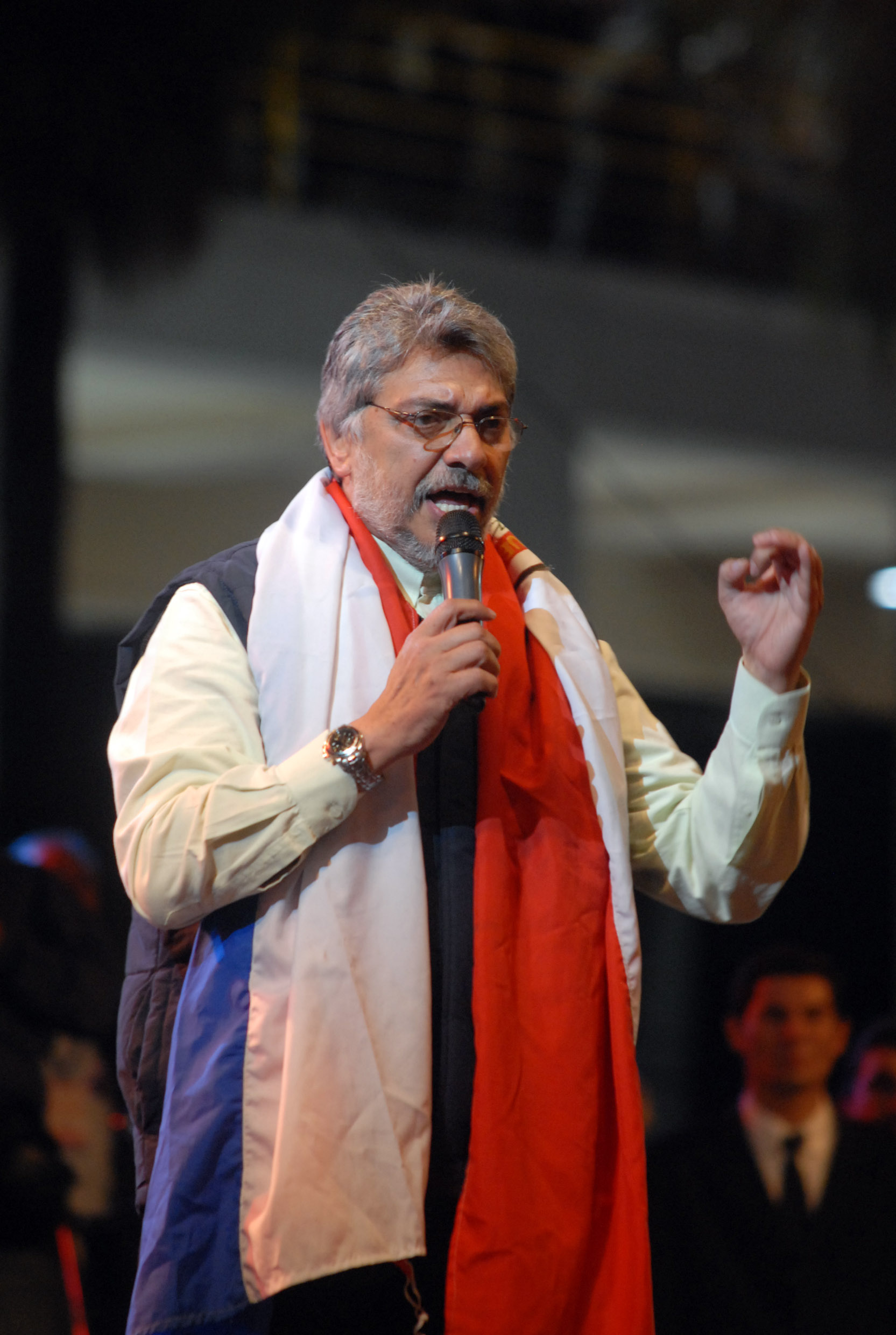
Fernando Lugo, April 2008

Fernando Armindo Lugo Méndez (* 30. Mai 1951 in San Solano, Departamento Itapúa, Paraguay) ist ein paraguayischer katholischer Theologe und Politiker (Alianza Patriótica para el Cambio, APC). Er war vom 15. August 2008 bis zum 22. Juni 2012 Staatspräsident von Paraguay. Seit 2017 ist er Präsident des Nationalkongresses. 
Von 1994 bis 2005 war er Bischof der römisch-katholischen Diözese San Pedro im verarmten Zentrum des Landes.

## Ausbildung und Werdegang
Fernando Lugo wurde im äußersten Süden Paraguays im Distrikt San Pedro del Paraná geboren, 210 Kilometer südöstlich der Hauptstadt Asunción. Seine Eltern, Guillermo Lugo und Maximina Méndez Fleitas, litten unter Repressalien des Stroessner-Regimes; sein Onkel Epifanio Méndez Fleitas, ein Intellektueller und Politiker der Regierungspartei Partido Colorado, fiel in Ungnade und ging 1956 ins Exil nach Uruguay.
Drei Brüder von Lugo wurden gefoltert, sein Vater mehrfach verhaftet.
Lugo begann seine Schulausbildung in Encarnación, der Grenzstadt zu Argentinien, und arbeitete in jungen Jahren als Volksschullehrer. Nach einem Studium der Theologie an der Universidad Católica in Asunción wurde er 1977 zum Priester geweiht. Als Missionar des Ordens Steyler Missionare ging er kurz darauf für fünf Jahre nach Ecuador, wo er als Landpfarrer und Lehrer in Guaranda wirkte und mit Leonidas Proaño zusammenarbeitete, der als „Bischof der Armen“ bekannt war. Nach Paraguay zurückgekehrt, verwies ihn 1983 die Stroessner-Diktatur des Landes; bis zu seiner Rückkehr 1987 lebte er fortan im Exil in Rom und studierte dort Soziologie an der Universität Gregoriana. 1994 wurde er Bischof von San Pedro, der ärmsten und konfliktreichsten Region Paraguays.

## Politische Karriere

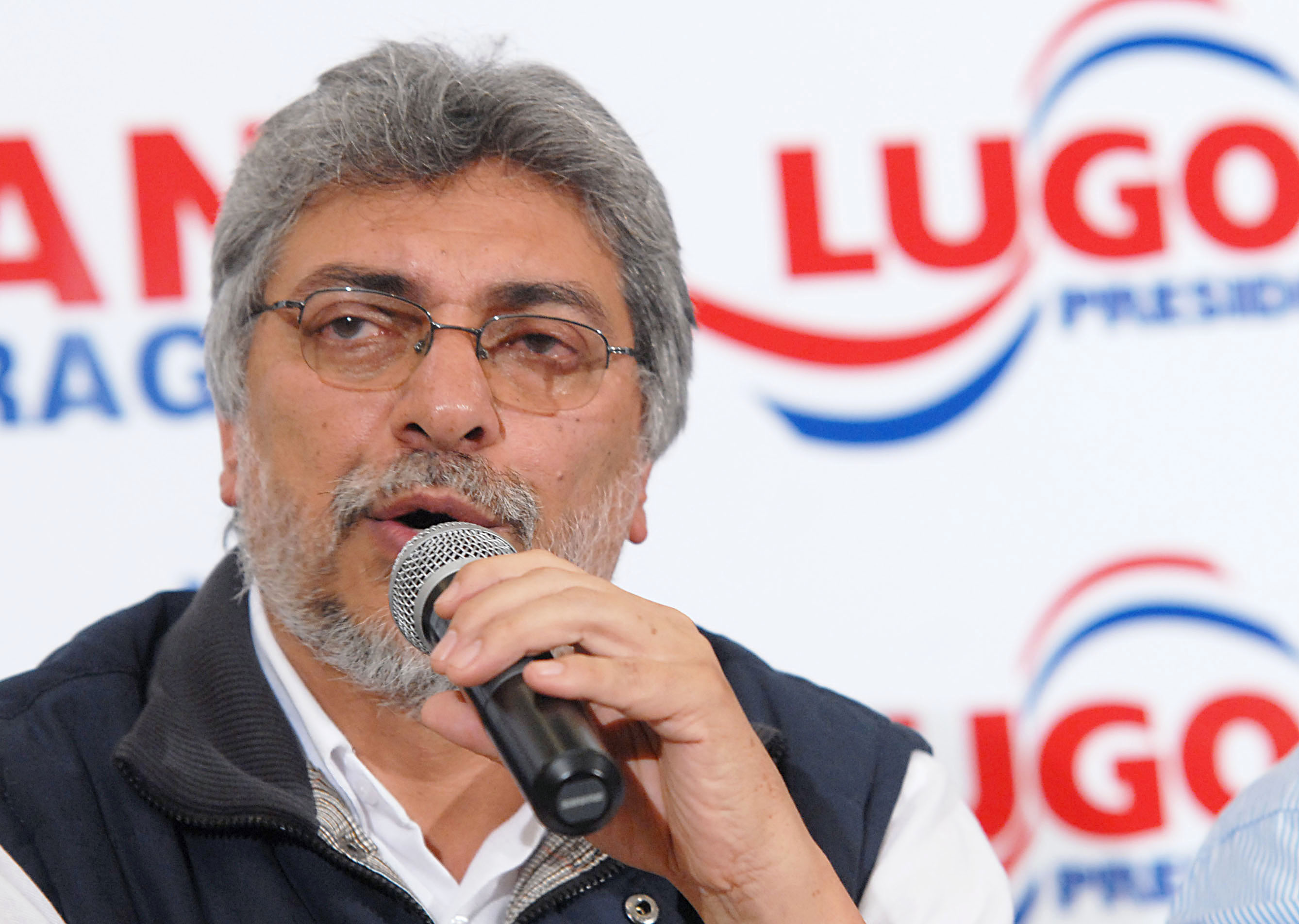
Fernando Lugo bei einer Pressekonferenz nach seinem Wahlsieg

Als der seinerzeit amtierende Präsident Nicanor Duarte Frutos versuchte, durch eine Verfassungsänderung seine Wiederwahl durchzusetzen, schloss sich Lugo 2005 der entstehenden Protestbewegung an. Angesichts seiner politischen Ambitionen trat er noch im selben Jahr als Ordinarius der Diözese San Pedro zurück und bat im Dezember 2006 den Heiligen Stuhl um Laisierung. Die Kongregation für die Bischöfe beschied, dass er im Bischofsamt verbleibe, entband ihn aber von den damit zusammenhängenden Rechten und Pflichten. Die Niederlegung des Bischofsamtes war erforderlich, um für das Präsidentenamt zu kandidieren, da es nach Artikel 235 Nr. 5 der Verfassung Paraguays kirchlichen Amtsträgern untersagt ist, Präsident oder Vizepräsident zu werden, und  es auch im kirchlichen Recht für Kleriker verboten ist, ein politisches Amt zu übernehmen. Die politische Arbeit versteht Lugo mit einem Wort des Papstes Pius XI. als „höchste Form der Nächstenliebe“. Ende Juli 2008 gab Papst Benedikt XVI. dem Ersuchen Lugos um Laisierung statt und versetzte erstmals in der Kirchengeschichte einen Bischof in den Laienstand. Anfang 2009 machte eine junge Frau, Viviana Carrillo, bekannt, dass der Bischof und sie ein Verhältnis hatten, als er 50 und sie 16 Jahre alt war, und dass er der Vater ihres Sohnes ist. Lugo gestand dies ein. Nachdem weitere Affären Lugos mit jüngeren Frauen bekannt wurden, aus denen mindestens ein Kind hervorgegangen ist, erklärte Bischof Rogelio Livieres Plano, Lugos nicht-zölibatäres Leben sei der Nuntiatur schon länger bekannt und der eigentliche Grund für Lugos Entbindung gewesen.
Die „Patriotische Allianz für den Wandel“ (Alianza Patriótica para el Cambio, APC), ein breites Bündnis aus neun Parteien sowie Gewerkschaften und Bauernbewegungen, bestimmte Lugo vor der Präsidentenwahl am 20. April 2008 zu ihrem Kandidaten. Diese Wahl entschied Lugo mit 40,8 Prozent der Stimmen für sich; er distanzierte dabei die ehemalige Bildungsministerin Blanca Ovelar, die Kandidatin der seit 61 Jahren regierenden Colorado-Partei, um zehn Prozentpunkte. Lugo wurde am 15. August 2008 als Staatspräsident vereidigt, Federico Franco von der Partido Radical Liberal Auténtico zum Vizepräsidenten ernannt. Die Position der Primera Dama (First Lady) wurde von der Schwester Fernando Lugos, Mercedes Lugo Méndez de Maidana, bekleidet.
Am 15. Juni 2012 kam es in Curuguaty im Departament Canindeyú zu einer gewalttätigen Auseinandersetzung zwischen Polizisten und Landbesetzern mit mindestens 17 Toten, darunter sechs Polizisten. Lugo wurde für den Zwischenfall politisch verantwortlich gemacht, woraufhin die Abgeordnetenkammer am 21. Juni 2012 eine Amtsenthebungsklage einreichte. Der Senat Paraguays stimmte nur einen Tag später mit 39:4 Stimmen der Amtsenthebung zu. 
Lugo akzeptierte seine Absetzung durch das Parlament, betrachtete den Vorgang aber mehr als einen „Staatsstreich“. Lugos Anwälte kündigten an, eine Überprüfung des Amtsenthebungsverfahrens durch den Obersten Gerichtshof Paraguays sowie durch den Interamerikanischen Gerichtshof für Menschenrechte zu beantragen. Die Organisation Amerikanischer Staaten kritisierte das Amtsenthebungsverfahren als „etwas übereilt“, ein Sprecher der Union Südamerikanischer Nationen betrachtete die Vorgänge als eine Bedrohung der demokratischen Ordnung. Lugos Nachfolger als Staatspräsident wurde der bisherige Vizepräsident Federico Franco.
Am 15. Juni 2017 wurde Lugo zum Parlamentspräsidenten gewählt.

## Positionen
Fernando Lugo sieht seine Wurzeln in der Befreiungstheologie und gilt als Anwalt der Unterprivilegierten und Entrechteten. Aus diesem Grund wird er gelegentlich – nicht zuletzt von seinen politischen Gegnern – mit den linken Staatspräsidenten Hugo Chávez und Evo Morales verglichen. Lugo selbst hingegen rechnet sich „der politischen Mitte“ zu und distanziert sich von programmatischer Radikalität. Sozialwissenschaftler des Landes charakterisieren ihn als Mann, dem Personenkult und Messianismus „zuwider“ sind und der weiß, „wie man Leute zusammenbringt und Kompromisse aushandelt“. Lugo verteidigt das Privateigentum und plädiert für ein Wirtschaftssystem, in dem Platz sowohl für private als auch staatliche Unternehmen ist.
Zu den „großen Achsen“ seiner Politik zählte er vor der Wahl den Wohnungsbau, die Einführung eines universalen Gesundheitssystems, eine Bildungsreform und den Bau von Verkehrswegen. Im Kampf gegen die Armut setzt er sich für eine umfassende Landreform ein, die für eine Umverteilung und mehr Gerechtigkeit sorgen soll; bislang kontrollieren in Paraguay 5 Prozent der Bevölkerung 90 Prozent des produktiven Terrains. Außerdem will Lugo Brandrodungen und den massiven Einsatz von Pflanzengiften eindämmen.
Er kündigte an, mit den Nachbarländern Brasilien und Argentinien den Preis für Energielieferungen aus den Wasserkraftwerken Itaipú und Yacyretá neu verhandeln zu wollen, um damit die Einnahmen für Sozialprogramme zu verbessern. Wörtlich sagte er: „Paraguay kann nicht nur ein Land der Rinderzucht sein, wir müssen uns in ein Land der Wasserenergie, ein Industrieland verwandeln.“

## Persönliches
Fernando Lugo ist, wie er in einer Pressekonferenz am 13. April 2009 eingestand, Vater eines Sohnes (* 4. Mai 2007), den er außerehelich mit der 34 Jahre jüngeren Viviana Carrillo zeugte. Die Liebesbeziehung zwischen Fernando Lugo und der jungen Frau begann laut Medienberichten bereits, als sie erst 16 Jahre alt war. In Paraguay löste der Fall in Teilen der Bevölkerung Empörung aus. Bischof Ignacio Gogorza Izaguirre bezeichnete die Beziehung als „Ohrfeige für die Kirche“.
Nach Bekanntwerden der Vaterschaft traten kurz nacheinander zwei weitere Frauen, Benigna Leguizamón und Damiana Hortensia Morán Amarilla, mit der Behauptung an die Öffentlichkeit, mit Lugo ein Kind zu haben. Frau Morán betreffend wurde die von ihr angestrengte Vaterschaftsklage dem Präsidenten am 11. November 2009 zugestellt. Ein Vaterschaftstest wurde von Lugos Anwälten zunächst jedoch abgelehnt, da sich zuerst der Mann, mit dem Frau Morán zum Zeitpunkt der Zeugung des Kindes verheiratet war, einem solchen Test unterziehen müsste. Im Falle von Frau Leguizamón war ein Vaterschaftstest vorgesehen, jedoch zog sie ihre Behauptung Mitte Dezember 2009 aus unbekannten Gründen zurück. Wenige Wochen zuvor hatte die Behauptung einer Nichte Fernando Lugos, er habe eine volljährige Tochter, für Aufsehen gesorgt. Im September 2010 wurden die Ergebnisse von in unterschiedlichen Ländern ausgewerteten Vaterschaftstests veröffentlicht, die den Sohn von Frau Morán betreffen. Alle drei Untersuchungen verneinen eine Vaterschaft Lugos.
Im August 2010 wurde bei Lugo ein Non-Hodgkin-Lymphom im fortgeschrittenen Stadium diagnostiziert. Eine Chemotherapie wurde in Brasilien durchgeführt. Er führte seine Amtsgeschäfte eingeschränkt weiter.

## Filme
- Im Dokumentarfilm South of the Border von Oliver Stone aus dem Jahr 2009 wird Fernando Lugo neben anderen Regierungspräsidenten Lateinamerikas interviewt.